# Malcolm Perry (médico)
Malcolm Oliver Perry II (Allen, 3 de septiembre de 1929-Tyler, 5 de diciembre de 2009) fue un médico estadounidense que trabajó en el Hospital Memorial Parkland y se hizo famoso por encargarse de la atención del Presidente John F. Kennedy, minutos después de que éste fuera herido y declararlo oficialmente muerto.

## Biografía
Perry se graduó de Plano Instituto en 1947 y fue en a la University of Texas en Austin. Siguiendo su vida escolar en 1951 con un Bachelor of Arts, Perry fue a Southwestern Escuela Médica, convirtiéndose en médico en 1955. Perry hizo su pasantía en Letterman Hospital en San Francisco, California, para un año, antes de unirse a la Fuerza Aérea de los Estados Unidos por dos años.
Luego de cumplir el servicio militar, Perry trabajó en el Parkland Hospital de Dallas, para cuatro años como residente quirúrgico general, a pesar de que de septiembre de 1962 a septiembre de 1963, viaje a la Universidad de California en San Francisco para estudiar cirugía vascular. Durante aquel tiempo, obtuvo la certificación de la American Board of Surgery.
Perry más tarde fue nombrado jefe de la Unidad de Angiología y cirugía vascular en el Hospital presbiteriano de Nueva York en Manhattan, de 1978 a 1988. Ejerció como profesor en el Departamento de Cirugía de la Universidad Tecnológica de Texas durante la década de 1990 y fue profesor emérito de la UT Centro Médico del Sudoeste hasta su muerte.

## 22 de noviembre de 1963
Cuando el presidente Kennedy fue disparado a las 12:30, el Servicio Secreto lo llevó rápidamente al Parkland Hospital donde fue atendido inmediatamente por el Dr. Jim Carrico, un joven médico residente que al escuchar un leve latido inició inmediatamente la reanimación cardiopulmonar. Perry quien se encontraba en una junta cuando JFK llegó al Hospital, llegó pocos minutos después, se hizo cargo del RCP y realizó una traqueotomía sobre la herida de la garganta de Kennedy.
A pesar del desesperado trabajo de los médicos, Perry debió declarar oficialmente la muerte de John Fitzgerald Kennedy, trigésimo quinto presidente de los Estados Unidos a las 13:00. Instantes después, el médico se dirigió a tratar al Gobernador de Texas John Connally, quién viajaba en el coche con Kennedy y que también recibió el segundo disparo.

### Posteridad
Tiempo más tarde Perry declaró en una rueda de prensa que ese día, observó que la herida del cuello de Kennedy le pareció una herida de entrada. A pesar de que su declaración apareció para ser definitivo, no haya pretendido lo para ser. Cuándo fue entrevistado por la Comisión Warren, Perry dijo que entonces crea que un "lleno jacketed bala sin paso de deformación a través de la piel dejaría una herida similar para una salida y herida de entrada y con los hechos que te ha hecho disponible y con estas suposiciones, creo que sea una herida de salida."
Siguiendo el tiroteo de Lee Harvey Oswald por Jack Ruby en noviembre 24, Perry y Carrico se prepararon para atender a Oswald. Siguiente Oswald  muerte, Perry hizo un esfuerzo para dejar el área de Dallas para evitar las muchas ruedas de prensa y cuestiones de prensa. Perry dejó para McAllen en Hidalgo Condado en Texas del sur, la casa de su suegra, pero  esté seguido allí por un reportero de la prensa Unida Internacional.  Posteriormente, una historia noticiosa estuvo publicada aproximadamente le en el Heraldo de Nueva York-Tribune. Perry caracterizó el artículo tan "demasiado dramático, garish y en gusto pobre, y éticamente averiando a mí."
Perry raramente habló sobre los acontecimientos del 22 de noviembre de 1963, diciendo que sencillamente fue un día terrible y uno generalmente no escogería ese tema para hablarlo otra vez.